# Fillipo Preziosi
Pour les articles homonymes, voir Preziosi.
Fillipo Preziosi (né le 14 avril 1968 à Pérouse, en Ombrie) est un ingénieur italien, dirigeant de l'écurie motocycliste Ducati.

## Biographie
Né et élevé à Pérouse, Fillipo Preziosi est diplômé en génie mécanique en 1994. Il décide de rejoindre l'équipe Ducati où on lui affecte un groupe pour la conception de la nouvelle Ducati. Il conçoit une superbike, la 996, qui est confiée à Troy Corser. 
La société-mère lui propose aussi de concevoir les motos routières de l'usine. Il occupe également la position de directeur technique, qu'il occupe encore en 2010. 
Malheureusement en 2000 pendant une course de moto en Afrique il est victime d'un accident de moto qui le rend invalide des membres inférieurs et devient paraplégique. Depuis 2003 il est directeur général de Ducati Corse. En 2013, il quitte son poste de directeur général pour raison de santé. 
Il est un très bon ami de Valentino Rossi qu'il fait venir chez Ducati pour la saison 2011. 